# Blain
Blain ist eine bretonische Kleinstadt und eine Gemeinde (commune) mit 10.352 Einwohnern (Stand 1. Januar 2022) im französischen Département Loire-Atlantique in der Region Pays de la Loire. Die Bewohner werden Blinois und Blinoises genannt.
Die Gemeinde erhielt 2022 die Auszeichnung „Zwei Blumen“, die vom Conseil national des villes et villages fleuris (CNVVF) im Rahmen des jährlichen Wettbewerbs der blumengeschmückten Städte und Dörfer verliehen wird.

## Lage und Klima
Der nur ca. 20 bis 30 m hoch gelegene Ort Blain liegt gut 35 km (Fahrtstrecke) nordwestlich von Nantes auf dem Nordufer des kanalisierten Flusses Isac, der hier einen Teil des im Jahr 1842 eröffneten Canal de Nantes à Brest bildet. Im Gemeindegebiet münden der rechte Nebenfluss Perche und die linken Nebenflüsse Plongeon, Goujonnière und Farinelais (der hier Ruisseau du Pont-Serein genannt wird). Das Klima ist mild bis gemäßigt; Regen (ca. 785 mm/Jahr) fällt überwiegend im Winterhalbjahr.

## Bevölkerungsentwicklung
| Einwohner                  | 4500 | 6170 | 6618 | 5659 | 7731 | 9873 |
| Quellen: Cassini und INSEE |      |      |      |      |      |      |

Trotz der zunehmenden Mechanisierung der Landwirtschaft und der Aufgabe bäuerlicher Kleinbetriebe („Höfesterben“) ist die Bevölkerung der Gemeinde seit dem Beginn des 19. Jahrhunderts – hauptsächlich durch Zuwanderung – konstant gewachsen.

## Wirtschaft
Blain war lange Zeit ein landwirtschaftliches Zentrum in der südöstlichen Bretagne; später ließen sich hier auch Kleinhändler und Handwerker nieder. Seit den 1960er Jahren spielt der Bootstourismus auf dem Kanal eine große wirtschaftliche Rolle.

## Geschichte
Blain ist eine ehemalige gallo-römische Stadt. In der Mitte des Landes der Namneten gelegen, war Blain für die Römer der richtige Ort für die Einrichtung eines militärischen Postens im eroberten Land. Später erkannten auch die Franken die Bedeutung dieser strategischen Lage. Aber im Gegensatz zu den Römern, die die Übersichtspunkte vorzogen, errichteten sie eine Befestigung am Ufer des Isac, welche unter dem Namen Castrum Bableni bekannt war. Sie wurde mehrfach zerstört und wieder aufgebaut. Nominoë, der Herzog der Bretagne, führte einen Eroberungsfeldzug gegen das fränkische Reich. Bei der Schlacht von Blain (843) kam es zur Niederlage der Armee von Nantes gegen den mit Nominoë verbündeten fränkischen Markgrafen Lambert. In der Folge davon geriet die Grafschaft Nantes unter bretonische Herrschaft.
Von Mitte des 9. Jahrhunderts an fielen immer wieder die Normannen ein und plünderten und verwüsteten das Land. Erst rund 100 Jahre später gelang es Alain II. (genannt Barbe-Torte), sie endgültig zu vertreiben und den Frieden in die Städte und Länder zurückzubringen. Seit sich die Bretonen des Landes bemächtigt hatten, nahmen sie die Befestigung von Blain in Besitz und setzten dort einen ihrer Anführer ein. Anfang des 12. Jahrhunderts ließ Alain Fergent, Herzog der Bretagne, die Befestigung von Blain zu einer richtigen Burg ausbauen und übertrug sie seinem Vasallen Guégon als Lehen. Die Burg wurde im Laufe der Zeit immer wieder verbessert und umgebaut, auch die Familien Clisson und Rohan, die schließlich den Besitz übernahmen, leisteten ihren Beitrag dazu.
In den Jahren zwischen 1622 und 1629 kämpfte Henri II. von Rohan im Zuge der Hugenottenkriege gegen Ludwig XIII. und konnte am Kriegsende die Religionsfreiheit sichern. Richelieu befahl aber die Schleifung all seiner Festungen. Obwohl die Zerstörung in Blain nicht vollständig ausgeführt wurde, hat der verbleibende Teil des Schlosses seine militärische Rolle gänzlich verloren. Nach einer Renovierung wurde das Schloss von Blain dann ein luxuriöser Wohnsitz, wo sich die Rohans im Laufe des 17. und 18. Jahrhunderts regelmäßig aufhielten.

## Sehenswürdigkeiten

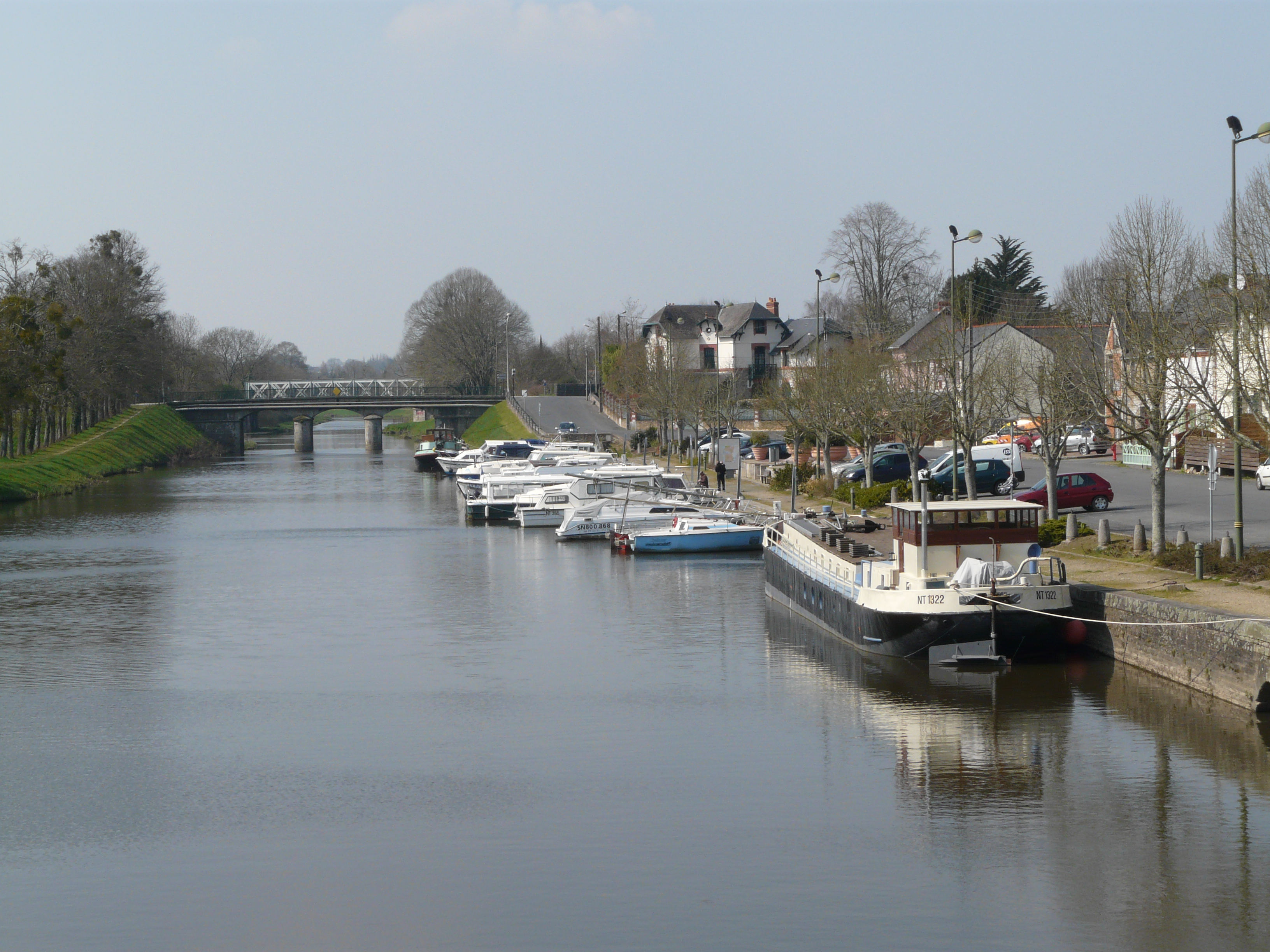
Hafen von Blain

- Hafen von Blain am Canal de Nantes à Brest
- Burg La Groulais aus dem 14. Jahrhundert mit Erweiterungen im 15. Jahrhundert (siehe auch: Liste der Monuments historiques in Blain (Loire-Atlantique))
- Kapelle Saint-Roch (15. Jahrhundert)
- Forêt du Gâvre (Naturdenkmal)
- Forêt de la Groulais (Naturdenkmal)

## Städtepartnerschaften
- Alcoutim, Distrikt Algarve, Portugal
- Oldenburg in Holstein in Deutschland, seit 2017[2]
- Rebrișoara, Rumänien / Kreis Bistrița-Năsăud
- Royal Wootton Bassett, Grafschaft Wiltshire, Vereinigtes Königreich

## Persönlichkeiten
- Saint-Émilien, Soldat und Bischof von Nantes (um 725)
- Gohard von Nantes (Hl. Gonthard), Bischof von Nantes (835–843), Heiliger